# Elçin Sangu
Elçin Sangu (İzmir, 13 de agosto de 1985) é uma actriz, modelo e cantora turca, reconhecida pelo seu papel principal de Defne na série romântica de televisão da corrente Star TV Kiralık Aşk entre junho de 2015 e a sua finalização em janeiro de 2017.

 Pelo seu desempenho, a actriz tem sido nomeada e tem recebido múltiplos prémios na Turquia, incluindo três prémios Borboleta Dourada.
 Sangu também tem aparecido nas populares séries de televisão Öyle Bir Geçer Zaman ki (2011), Aşk Kaç Beden Giyer (2012–2013), Bir Aşk Hikayesi (2013–2014), Kurt Seyit ve Şura (2014) e Sevdam Alabora (2015). Com o seu aparecimento em anúncios de televisão e campanhas publicitárias, Sangu converteu-se numa das celebridades mais bem pagas da Turquia.
Elçin Sangu nasceu a 13 de agosto de 1985 como filha única de uma família circassiana de İzmir, na costa ocidental da Turquia. Graduou-se pelo departamento de ópera da Universidade de Mersin e teve aulas de actuação na escola de teatro Sahne Tozu.
Iniciou a sua carreira como actriz em 2011, quando foi seleccionada para interpretar o papel de Jale na série dramática do Kanal D Öyle Bir Geçer Zaman ki, onde também teve que cantar e tocar o piano, demonstrando o seu talento musical. Entre 2012 e 2013, interpretou o papel principal de Nehir em Aşk Kaç Beden Giyer. Entre 2013 e 2014 encarnou a Eda em Bir Aşk Hikayesi, uma adaptação da série de televisão sul-coreana I'm Sorry, I Love You. Em 2014 interpretou o papel de Güzide na série dramática de carácter histórico Kurt Seyit ve Şura, filmada na Rússia, Ucrânia e Turquia. Depois de outro papel de protagonista na produção de 2015 do canal ATV Sevdam Alabora, integrou o elenco principal da série Kiralık Aşk no mesmo ano. Em 2016 converteu-se na principal imagem de marca de produtos de protecção facial Sunsilk e da marca de prendas de vestuário Boyner.

A popular comédia romântica Kiralık Aşk foi emitida pela Star TV até à sua finalização em janeiro de 2017. O seu desempenho na série foi cheio de elogios. Em 2017 reportou-se que Sangu participaria numa nova série de televisão emitida pelo Kanal D. Nesse mesmo ano em agosto, Sangu e Baruş Ardıç fizeram parte do elenco do filme Mutluluk Zamanı (titulado anteriormente como Yanımda Kal e Gitme Sen!).
produzida pela Ay Yapım e exibida pela Show TV, entre 22 de novembro de 2018 a 30 de maio de 2019. Escrita por Ali Aydın, tem direção de Uluç Bayraktar, Ahmet Katıksız e U. Hakan Eren com produção de Kerem Çatay e Pelin Diştaş. Com Kıvanç Tatlıtuğ, Elçin Sangu, Melisa Aslı Pamuk e Alperen Duymaz, nos papéis principais. A trama retrata a história de quatro pessoas cujas vidas cruzam-se após a colisão de seus carros. Immortals foi lançado entre 17 de julho de 2018 e 18 de outubro de 2018 na BluTVA trama se passa em Istambul e gira em torno da vampira (Mia) Elçin Sangu, que quer matar o vampiro que a transformou, (Dmitry) Kerem Bürsin, para que ela volte a ser humana novamente. Para ser capaz de fazer isso, Mia primeiro precisa ganhar a confiança de Dmitry.em 2020 prepara para se apresentar ao público com o filme “ 9kere Leyla”.
O filme, no qual Sangu interpretou uma terapeuta matrimonial Nergis. com Haluk Bilginer e Demet Akbağ.
Dirigido por Ezel Akay, o filme conta a história de um empresário que tenta encerrar seu casamento por causa de seu relacionamento com Nergis.

## Plano pessoal
Sangu tem, faz alguns anos, uma relação com Yunus Özdiken, que trabalha numa empresa privada fora do mundo da arte e o entretenimento.
Desde setembro de 2016, Sangu converteu-se na actriz turca com maior quantidade de seguidores na rede social Instagram.